# Governantes tradicionais da Nigéria

África Ocidental em 1625 mostrando os principais estados da época. Nigéria moderna abrange a parte oriental desta área, incluindo Oió, os estados ibos, a leste e os estados hauçás/fulas, como Kano e Katsina, ao norte

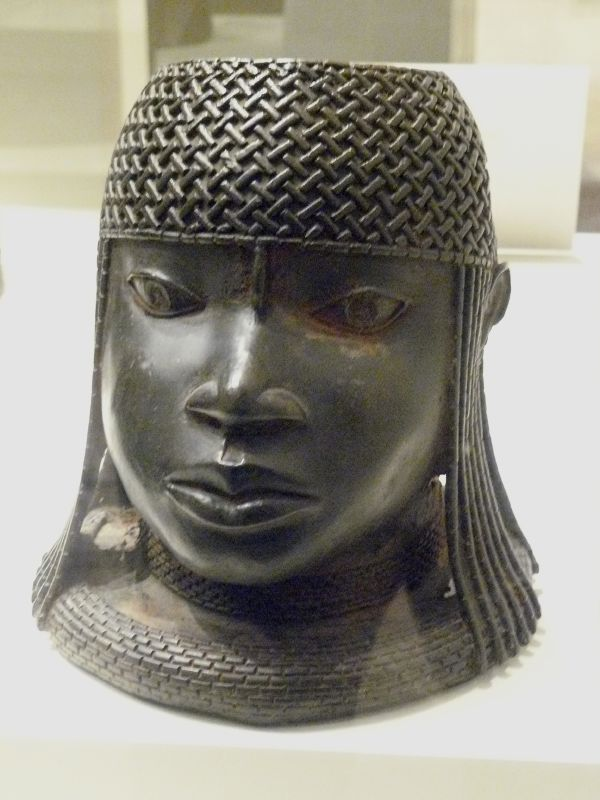
Busto de um obá do Império do Benim do século XVI

Tradicionais governantes da Nigéria frequentemente derivam os seus títulos de governantes de Estados independentes ou comunidades que existiam antes da formação da Nigéria moderna. Embora eles não tenham poder político formal, em muitos casos, eles continuam a impor respeito ao seu povo e têm uma influência considerável.

## Período pré-colonial
A moderna Nigéria abrange as terras tradicionalmente ocupadas por grupos étnicos muito diferentes, com línguas e tradições muito diferentes. Em termos gerais, o sudeste, incluindo o Delta do Níger, foi ocupado principalmente por ibos e povos relacionados, a sudoeste por iorubás e povos relacionados e a norte, por povos hauçás e fulas, com uma mistura complexa de diferentes grupos étnicos no Cinturão Médio entre o norte e sul. No total, foram (e são) mais de 200 grupos étnicos distintos.
Antes da chegada dos ingleses no final do século XIX, a história da região foi turbulenta, com períodos em que os impérios, como o Império de Oio, Império de Bornu e Califado de Socoto, ganharam controle em grandes áreas, e outros períodos em que os estados foram mais fragmentados. Embora as estruturas políticas diferiram amplamente entre os diferentes grupos étnicos, era comum que cada cidade ou comunidade tivesse um governante reconhecido, que por sua vez podia ser subordinado ao governante de uma região maior. Assim, o Califado de Socoto foi dividido em emirados, com os emires vagamente subordinados ao califa de Socoto, embora às vezes atuando como governantes independentes.

## Era colonial
Os europeus, por muito tempo negociaram com os estados costeiros, principalmente troca de algodão e outros produtos manufaturados para os escravos e os produtos de óleo de palma. O protetorado da Costa do Níger foi estabelecido em 1891, mantendo uma pequena área ao longo da costa. Durante o período de 1879-1900 a Royal Niger Company, fez um esforço concentrado para assumir o controle do interior, usando tropas disciplinadas armadas com a Maxim gun, e fazendo tratados de "proteção" com os governantes locais. O território da companhia foi vendido para o governo britânico em 1900, com a região sul que se fundiu com o Protetorado da Costa do Níger para se tornar o Protetorado do Sul da Nigéria e o Protetorado do Norte da Nigéria restantes separados. Em 1914 os dois foram fundidos em Colônia e Protetorado da Nigéria, com aproximadamente os mesmos limites que o Estado moderno da Nigéria.
O primeiro alto-comissário britânico para o Norte da Nigéria, Frederick Lugard, tentou governar através dos governantes tradicionais, e esta abordagem foi posteriormente estendida para o sul. Clifford Hugh sucessor de Lugard, deixou este sistema, no norte, onde o sistema emirado tinha uma longa tradição, mas introduziu um conselho legislativo com alguns deputados eleitos no sul, relegando os chefes tradicionais para as funções mais simbólicas. Ao longo do tempo, a relação entre a administração colonial e os chefes tradicionais evoluíram. Por exemplo, os tives, quarto maior grupo étnico, tinha sido sempre extremamente descentralizado com nenhum governante único. Os britânicos criaram o cargo de "Tor Tiv" em 1947, nomeando Makere Dzakpe como o primeiro titular do presente título, a fim de ter um "regente tradicional" para falar para o povo Tiv.

## Independente da Nigéria

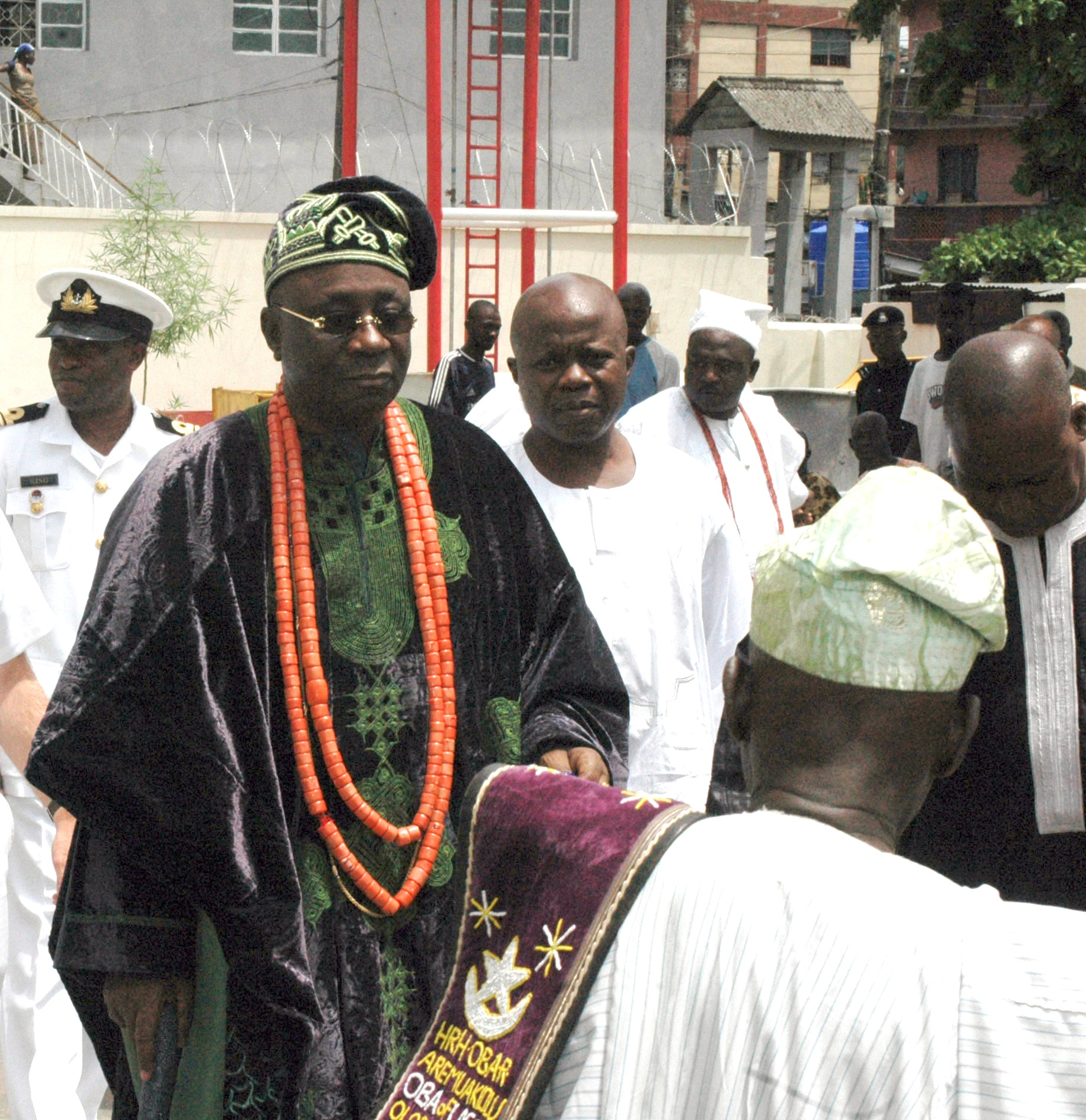
O Obá de Lagos com uma delegação de Oficiais da Marinha em junho de 2006

Com a independência em 1960, seguido por uma alternância de governos democráticos e militares, o estatuto dos governantes tradicionais continuaram a evoluir. No norte, os emires perderam o poder para a administração do governo. Onde os governantes haviam adquirido posto por herança ou por nomeação de um conselho de anciãos, o governo tornou-se cada vez mais envolvido na sucessão. Assim, em maio de 1994, o líder militar, general Sani Abacha destituiu Awwal Ibrahim, 'Sarkin Zazzau' do Emirado de Suleja, embora ele fosse reintegrado em Janeiro de 2000.
Em alguns casos, o governo tem domínios tradicionais mesclados ou divididos. Por exemplo, havia dois reis dos efiques na área em volta do Calabar, mas em dezembro de 1970, foi acordado de ajustar o cargo em um único governante.
Quando Yobe foi criado, havia apenas quatro Emirados, mas em janeiro de 2000, o governador Bukar Abba Ibrahim reestruturou o estado em 13 Emirados.
O governo tem mantido as classificações coloniais. Assim, quando o governador de Kwara Bukola Saraki nomeou três novos monarcas em agosto de 2010, o novo emir de Kaiama foi designado como um governante de primeira classe tradicional, enquanto o Onigosun de Igosun e Alaran de Aran-Orin foram designados monarcas deterceira classe.
Governantes tradicionais ainda hoje são altamente respeitados em muitas comunidades, e têm influência política e econômica considerável.
Embora eles não tenham nenhum papel formal na estrutura democrática, há uma intensa competição por lugares reais.
Os governantes também pode adjudicar títulos honoríficos para cargos em suas "administrações", e ricos empresários ou políticos, muitas vezes dão grande valor na aquisição de tais títulos.
Os governantes têm um papel útil na mediação entre o povo e o Estado, o reforço da identidade nacional, a resolução de pequenos conflitos e proporcionar uma válvula de segurança institucional para as burocracias inadequadas. Uma das razões para a sua influência pode ser que o povo de muitos grupos étnicos têm capacidade limitada para se comunicar na língua oficial o Inglês, assim o líder tradicional serve como um intérprete e porta-voz. Em junho de 2010, Akwa Ibom tinha 116 chefes tradicionais com certificados oficiais do Estado. Eles haviam recebido os veículos novos quando da sua nomeação, entre outras regalias. O presidente do Conselho de Chefes do Akwa Ibom, disse que em troca os pais tradicionais foram responsáveis por prevenir assaltos e seqüestros em seus domínios.

## Títulos
Existem tanto títulos para os governantes tradicionais como línguas na Nigéria, talvez mais. No norte, em estados muçulmanos, Emir é comumente usado no idioma Inglês, mas os nomes na língua local incluem Sarkin, Shehu, Moi, Lamido e assim por diante. Obá é um dos títulos comuns de governantes edos e iorubás, mas outros títulos como Alake, Alaafin ou Olu'wo também são usados, específicos para a pessoa ou lugar governado. No sudeste, Obi é um título comum entre governantes ibos, mas, novamente, há muitos títulos locais, tais como Amanyanabo, Orodje, Obong, Edidém e assim por diante.